# ETHA Éngomis (basket-ball masculin)
L'ETHA Éngomis (en grec : Ε.Θ.Α. Έγκωμης), est un club chypriote de basket-ball masculin de première division appartenant au club omnisports, du même nom, basé à Éngomi.

## Palmarès
Championnat de Chypre (2)
- Champion : 2011, 2012

Coupe de Chypre (el) (2)
- Vainqueur : 2011, 2013

Supercoupe de Chypre (el) (1)
- Vainqueur : 2011